# Рямовка
Рямовка — деревня в Большереченском районе Омской области России. Входит в состав Могильно-Посельского сельского поселения.

## История
Основана в 1883 году. В 1928 году состояла из 84 хозяйств, основное население — украинцы. Центр Рямовского сельсовета Большереченского района Тарского округа Сибирского края.

## Население
| 1926 | 2002 | 2010 | 2021 |
| ---- | ---- | ---- | ---- |
| 518  | ↘325 | ↘229 | ↘125 |